# Pirlimpimpim 2 (álbum)
Pirlimpimpim 2 é a trilha sonora do programa especial de mesmo nome (e a continuação do programa de 1982). A trilha sonora do programa foi lançada nos formatos de LP e K7, em 1984 pela Som Livre. 

## Lançamento
Foi lançado no formato de LP em 1984.
Foi lançado e remasterizado de CD em 2006.

## Faixas

### Lado A
1. Circo pirado (Baby Consuelo/Herbert Richers Jr.)
2. Xixi nas estrelas (Guilherme Arantes)
3. Milongueira da Sierra Pelada (Gretchen)
4. Cadê Vocês? (Aretha)
5. Xote Fox Trot (Ronaldo Rosedá e Nina Panceviski)

### Lado B
1. Frevo palhaço (Baby Consuelo/Herbert Richers Jr.)
2. O prazer de poder (Sandra de Sá)
3. Coração do Vidro (Ricardo Graça Mello)
4. Ninguém brilha só (Mariana Couto)
5. Viva a vintamina (Herbert Richers Jr.)